# Panacée de Muzzi
Panacée de Muzzi (en italien : Panacea De' Muzzi, 1368 - 1383) est une jeune fille italienne chrétienne, martyrisée à l'âge de quinze ans. Elle a été reconnue bienheureuse par l'Église catholique. Elle est célébrée le 27 mars, et plus spécifiquement le 5 mai par le diocèse de Novare.

## Hagiographie
L'histoire de sa vie provient de quelques hagiographies plus ou mois légendaires se basant essentiellement sur des traditions orales et cultuelles, ainsi que sur plusieurs peintures dont les trois séquences des trois fresques de l'oratoire Saint-Pantaléon dans le village de montagne d'Oro, proche de Boccioleto, attribuées à Giovanni de Campo (it) et datées de 1476. Les principales hagiographies ont été écrites par le P. Bernardino Lancia au début du XVIIe siècle, et les historiens de Novare Renato Andorno et Mario Perotti en 1983 se basant sur l'ensemble et un dossier notarial établit en 1683 par le notaire P.F. Nasi. 
D'après ces récits, Panacea est née à Quarona en 1368, fille de Lorenzo Muzio et de Maria Gambino, respectivement originaire de Cadarafagno (it) et de Ghemme. La mort subite de sa mère pousse son père à se remarier pour que sa fille ne manque pas d'une figure maternelle. Il se marie à Margherita, originaire de Locarno Sesia, également veuve et mère d'une fille. À la suite de ce remariage, Panacea se consacre volontiers à de bonnes œuvres comme de porter assistance à des malades. 
Cependant, elle est contredite par se belle-mère et l'ensemble de sa belle-famille, et finit même par souffrir de mauvaises conditions de vie. Semblant opposés à ses œuvres de charité et hostiles à sa piété, sa belle-mère lui inflige des travaux pénibles, voire dégradants, la contrôlant et la dominant comme une enfant malgré son entrée dans l'adolescence. 
Un soir du printemps 1383, alors que Panacea s'est éloignée de la maison pour aller soigner les moutons, sa belle-mère ne la voyant pas rentrer suffisamment tôt part la chercher. Après avoir dépassé les pâturages de Quarona et le mont Tucri, elle trouve la jeune fille en train de prier près de l'ancien ermitage San Giovanni (Saint-Jean). Furieuse, elle la gronde sévèrement puis la frappe avec un bâton. La jeune fille meurt sur le coup et sa belle-mère jette son corps du haut d'une falaise voisine.   

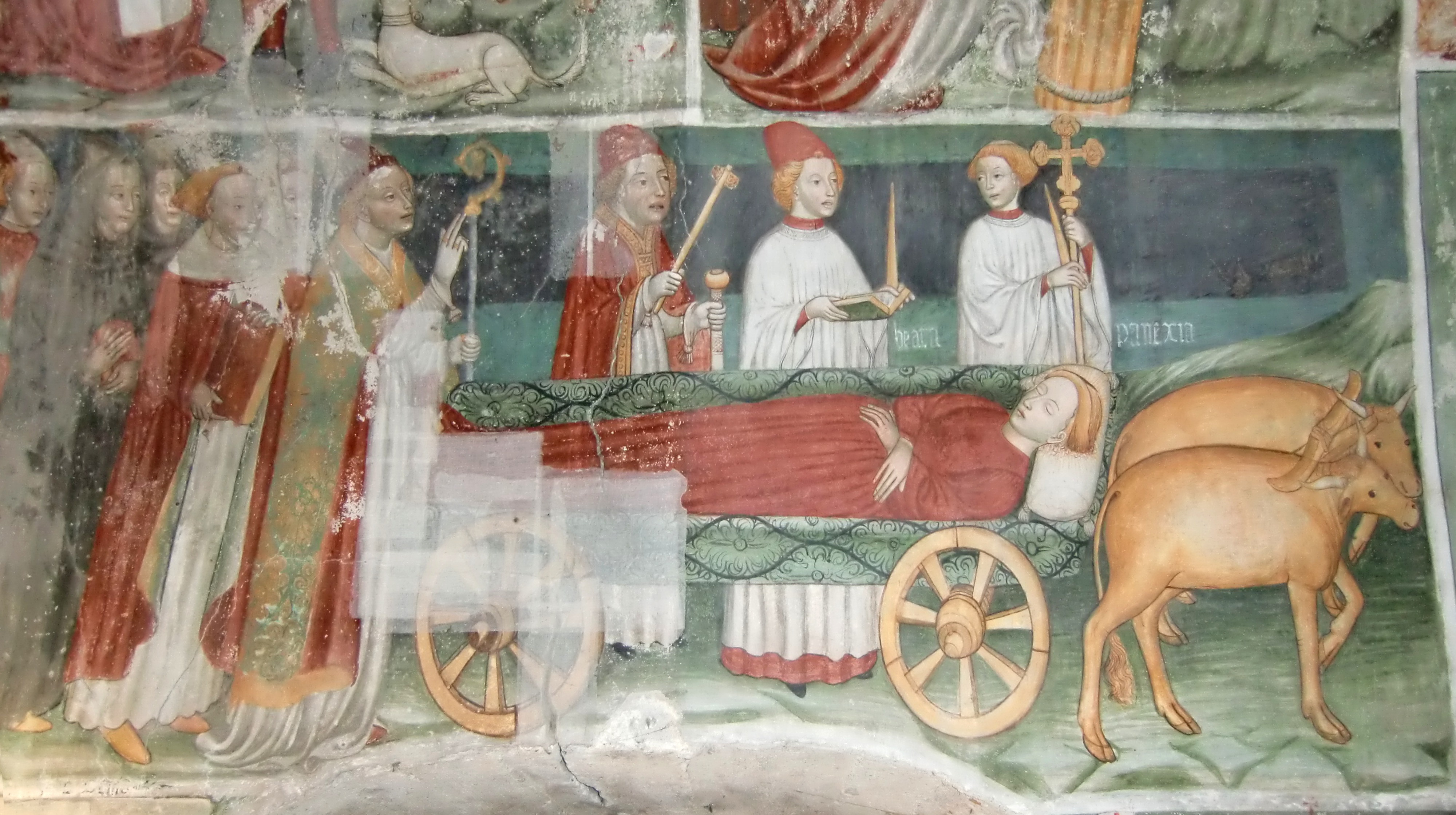
Les funérailles de la bienheureuse Panacéa, fresque de Giovanni de Campo (1476), oratoire Saint-Pantaléon, Oro (Boccioleto).

Attiré par le tintement spontané et prolongé des cloches de la ville de Quarona, le père, le curé du village Don Rocco et quelques habitants s'alarment, et comprennent que quelque chose de grave s'est passé. Après n'avoir rien constaté dans le village, ils décident de ratisser les parages, et finalement trouvent le corps de Panacea. Mais celui-ci est impossible à déplacer. Le curé informe alors l'évêque de Novare Oldrado Maineri de la situation qui décide de venir sur place accompagné d'une partie du clergé. Auprès de la jeune défunte, ils prient ensemble, puis il demande à son corps de pouvoir être bougé, ce qui advient et il est déposé sur un chariot tiré par des bœufs. Toutefois, à leur tour, ces derniers ne peuvent le déplacer. Ils sont alors remplacés par deux veaux qui tirent l'attelage jusqu'à un parent de Panacea, Lorenzo Giuliani, qui s'oppose à l'enterrement du corps dans son domaine. Le convoi repart donc en direction de Ghemme à environ 25 km de Quarona où Panacea est enterrée au côté de sa mère.

## Culte

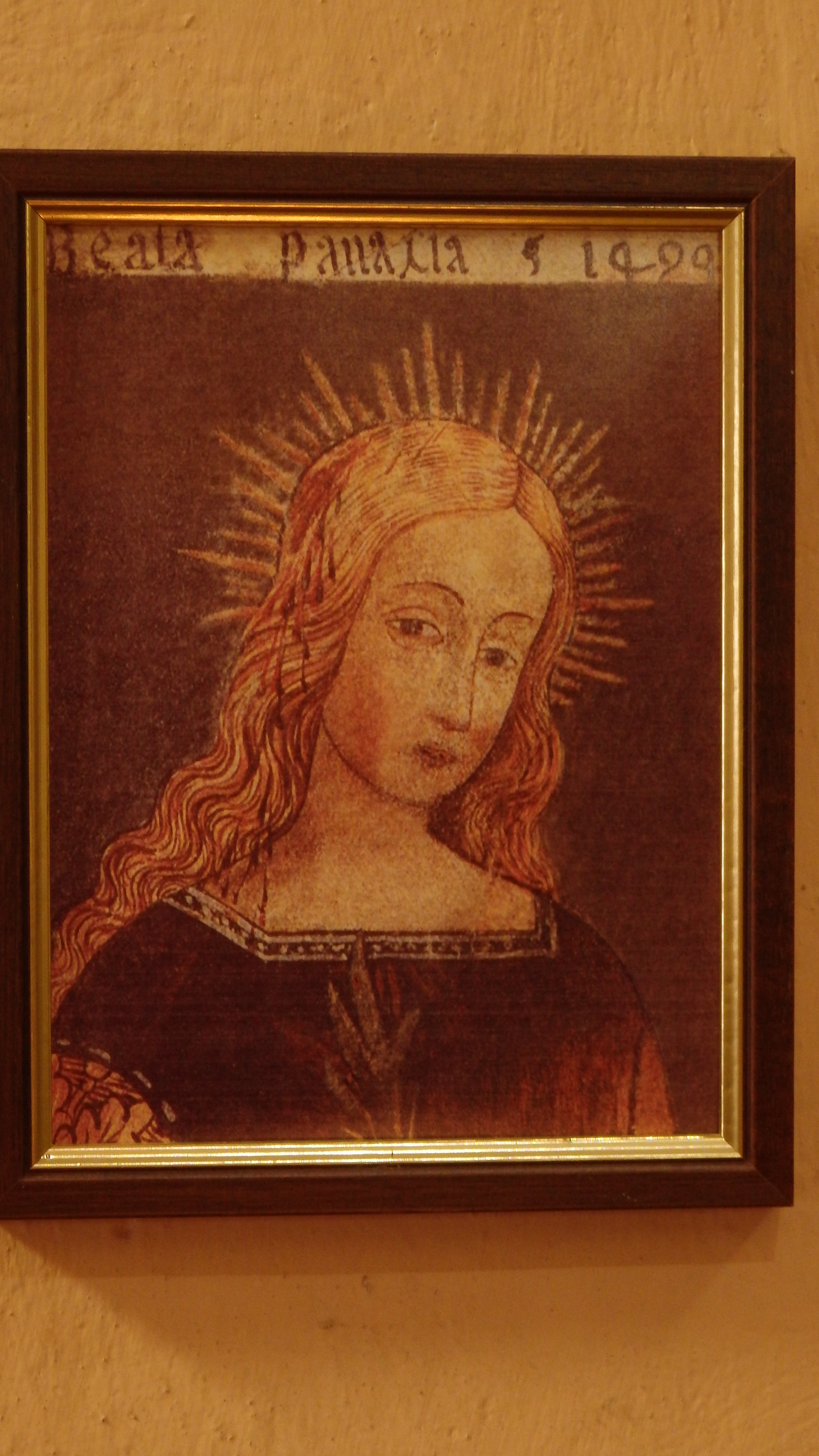
Tableau, église San Rocco (Saint-Roch), Ghemme.

Après que l'information se soit diffusée dans la région marquant nombre d'esprits, des croyants sont venus se recueillir sur sa tombe, et des miracles se produisirent. Quelques années plus tard, deux oratoires furent construits à Quarona : le sanctuaire de Beata al Monte (sur le lieu du martyre) et celui de Beata al Piano (à l'emplacement du corps). 
Le culte de Panacea n'obtint la reconnaissance de l'Église qu'en 1867 quand le pape Pie IX le confirma en béatifiant la jeune fille et en soulignant l'acception de son martyre à la suite des chrétiens de la région qui l'avaient spontanément considérée comme une martyre de la foi par sa piété et sa mort durant des prières.  
Son corps a été exhumé et il est conservé dans un cercueil de verre dans la crypte de l'église de Ghemme, cercueil réalisé par l'architecte Alessandro Antonelli. Il est cependant toujours possible d'observer son tombeau originel au centre de la nef, où la bienheureuse reposait depuis l'année de sa mort jusqu'en 1666, année où l'ancien cimetière de Ghemme a été démonté et déplacé afin d'étendre l'église pour qu'elle atteigne sa taille actuelle. Au milieu du XVIIIe siècle, l'intérieur de l'édifice a subi une métamorphose décisive avec la décoration générale de la nef (murs et plafond) par les frères Giovannini et Francesco Maria Bianchi, qui ont peint la Gloire de la bienheureuse Panacéa au centre de la voûte. Ce sont toujours des lieux de pèlerinage, en particulier pour la population du Piémont. Une statue a été installée à l'entrée de la commune de Quarona en 2018 pour lui rendre hommage.  
La fête de Panacea De' Muzzi a été fixée au 5 mai pour le diocèse de Novare car cette date coïncide avec le premier vendredi du mois du vicariat de Valsesia. Sinon, elle est fêtée le 27 mars selon le Martyrologe romain.